# Osvaldo Nunes
Osvaldo Nunes (Rio de Janeiro, 1 de dezembro de 1930 - Rio de Janeiro, 18 de junho de 1991), foi um cantor e compositor brasileiro.
Criado em instituições de caridade, não chegou a conhecer os pais. Egresso da Funabem, viveu nas ruas do Rio de Janeiro, onde trabalhou como baleiro, engraxate e camelô, além de artista ambulante. Ao atingir a maioridade, chegou a entrar no mundo da marginalidade até que, frequentando escolas de sambas e blocos de carnaval, acabou por enveredar pela carreira artística. Homossexual assumido, terminou a vida de forma trágica, sendo assassinado misteriosamente em seu apartamento no Rio de Janeiro.

## Discografia
- 1962 - Oba
- 1969 - Tá Tudo Aí! - Oswaldo Nunes e The Pop's
- 1970 - Bota Samba Nisso
- 1971 - Você Me Chamou
- 1972 - Osvaldo Nunes
- 1978 - Ai, Que Vontade